# Midsland (schip, 1974)
Het MS Midsland was een veerboot van Rederij Doeksen, die ingezet werd op de routes Harlingen - Terschelling en Harlingen - Vlieland v.v. Tot het voorjaar van 2021 was het in gebruik als reserveschip en voor extra afvaarten. Na de ingebruikname van MS Willem Barentsz en MS Willem de Vlamingh in 2020 is MS Midsland in 2021 verkocht aan de Griekse rederij 'Atlantides Group'.

## Geschiedenis
De veerboot werd in 1974 gebouwd door Cassens Werft in Emden en voer tot eind 1993 als Rheinland voor AG Ems. Oorspronkelijk had het schip een lengte van 60 meter, maar in 1980 werd het met 18 meter verlengd. Rederij Doeksen nam het in 1994 over en gaf het de naam Midsland. Het werd ingezet op de route Harlingen - Terschelling, daarnaast deed het schip geregeld dienst op de route Harlingen - Vlieland. Het was een zusterschip van de Schellingerland.
Midsland is het tweede schip onder deze naam. De vorige Midsland werd omgedoopt tot Vlieland en later verkocht.

## Indeling
MS Midsland had een enkel autodek, hierdoor kon er rollend materieel met een grote hoogte aan boord, bijvoorbeeld vrachtwagens. Er was plaats voor 55 personenauto's.
De passagierscapaciteit was 1200 personen. In het schip bevond zich een buffet en een bar, ook waren er enkele salons. Onder in het schip was een kinderspeelruimte met een ballenbak. Aan de zijkanten van het schip was ruimte om buiten te zitten en boven op het schip bevond zich een groot zonnedek.

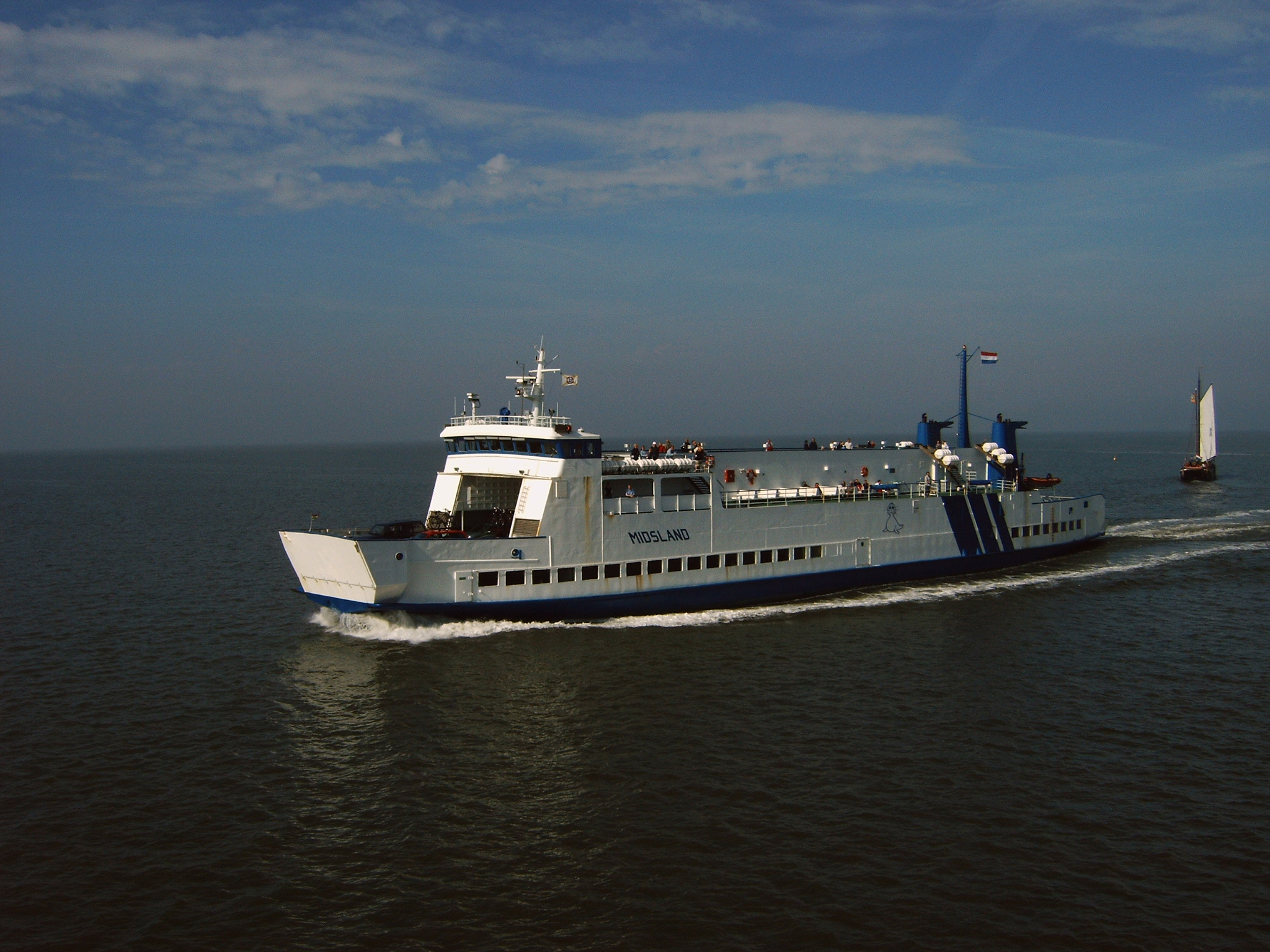
MS Midsland op de Waddenzee

## Onderhoud
Jaarlijks ging MS Midsland naar de werf in Harlingen voor inspectie en onderhoud.

## Inzet
Tot januari 2021 deed MS Midsland dienst als reserveschip. Wanneer het MS Friesland, (dienst Harlingen-Terschelling) of het MS Vlieland (dienst Harlingen-Vlieland) naar de werf waren voor onderhoud verzorgde het MS Midsland de dienst. In het hoogseizoen en bij evenementen werd het schip ingezet voor extra afvaarten naar beide eilanden.
In 2020 liep MS Vlieland ernstige averij op, het herstel hiervan duurde vijf maanden. In deze periode werd MS Midsland ingezet als vervangend schip op de verbinding Harlingen-Vlieland v.v.
Na de komst van de nieuwe schepen MS Willem Barentsz en MS Willem de Vlamingh werd MS Friesland het reserveschip. De MS Midsland werd in 2021 verkocht. Voor eigenaar 'Atlantides Shipping' gaat ze vanuit Athene naar diverse Griekse eilanden varen.